# Battle of Britain (film)
Battle of Britain is een Britse oorlogsfilm uit 1969 onder regie van Guy Hamilton over de Slag om Engeland. Destijds werd de film in Nederland en Vlaanderen uitgebracht onder de titel De slag om Engeland.

## Verhaal
Na de inval in Frankrijk bereidt de Hitler de Duitse invasie van Groot-Brittannië voor. Allereerst wil zijn luchtmacht de Britse hegemonie over het luchtruim doorbreken. Onder het commando van Air Marshall Hugh Dowding verzet de Britse luchtmacht zich met hand en tand tegen de Duitse aanvallen. Air Marshall Dowding begint ook Canadese, Poolse en Tsjecho-Slovaakse piloten te rekruteren.

## Rolverdeling
| Acteur              | Personage              |
| ------------------- | ---------------------- |
| Harry Andrews       | Militair gezant        |
| Michael Caine       | Majoor Canfield        |
| Trevor Howard       | Keith Park             |
| Curd Jürgens        | Baron von Richter      |
| Ian McShane         | Sergeant Andy          |
| Kenneth More        | Kapitein Baker         |
| Laurence Olivier    | Hugh Dowding           |
| Nigel Patrick       | Kapitein Hope          |
| Christopher Plummer | Colin Harvey           |
| Michael Redgrave    | Douglas Evill          |
| Ralph Richardson    | David Kelly            |
| Robert Shaw         | Majoor Skipper         |
| Patrick Wymark      | Trafford Leigh-Mallory |
| Susannah York       | Maggie Harvey          |
| Michael Bates       | Officier Warwick       |